# Günter Schießwald
Günter Schießwald (ur. 25 września 1973 w Wiedniu) – piłkarz austriacki grający na pozycji obrońcy. W swojej karierze rozegrał 2 mecze w reprezentacji Austrii.

## Kariera klubowa
Swoją karierę piłkarską Schießwald rozpoczął w klubie SR Donaufeld. Następnie został zawodnikiem Austrii Wiedeń. W sezonie 1994/1995 zadebiutował w niej w austriackiej Bundeslidze. W sezonie 1995/1996 stał się podstawowym zawodnikiem Austrii. W Austrii występował do końca sezonu 1998/1999.
Latem 1999 roku Schießwald przeszedł do Rapidu Wiedeń. W Rapidzie, podobnie jak w Austrii, był podstawowym zawodnikiem. W 2003 roku odszedł z Rapidu do grającego w Erste Liga, SC Untersiebenbrunn. Po dwóch latach gry w nim wrócił do Austrii Wiedeń i przez dwa lata grał w jej rezerwach. W 2007 roku zakończył profesjonalną karierę.
| Sezon   | Klub                | Kraj    | Rozgrywki  | Mecze | Bramki |
| ------- | ------------------- | ------- | ---------- | ----- | ------ |
| 1994/95 | Austria Wiedeń      | Austria | Bundesliga | 12    | 0      |
| 1995/96 | Austria Wiedeń      | Austria | Bundesliga | 26    | 1      |
| 1996/97 | Austria Wiedeń      | Austria | Bundesliga | 31    | 3      |
| 1997/98 | Austria Wiedeń      | Austria | Bundesliga | 31    | 3      |
| 1998/99 | Austria Wiedeń      | Austria | Bundesliga | 25    | 1      |
| 1999/00 | Rapid Wiedeń        | Austria | Bundesliga | 30    | 3      |
| 2000/01 | Rapid Wiedeń        | Austria | Bundesliga | 23    | 1      |
| 2001/02 | Rapid Wiedeń        | Austria | Bundesliga | 14    | 1      |
| 2002/03 | Rapid Wiedeń        | Austria | Bundesliga | 16    | 1      |
| 2003/04 | SC Untersiebenbrunn | Austria | Erste Liga | 33    | 2      |
| 2004/05 | SC Untersiebenbrunn | Austria | Erste Liga | 33    | 1      |
| 2005/06 | Austria Wiedeń II   | Austria | Erste Liga | 22    | 1      |
| 2006/07 | Austria Wiedeń II   | Austria | Erste Liga | 12    | 1      |

## Kariera reprezentacyjna
W reprezentacji Austrii Schießwald zadebiutował 28 marca 2000 w przegranym 1:4 towarzyskim meczu z Grecją, rozegranym w Kalamacie. Od 2000 do 2001 roku rozegrał w kadrze narodowej 2 spotkania.